# Zermelosystem
Ein Zermelosystem bezeichnet in der Mengenlehre ein Teilmengensystem und entspringt Ernst Zermelos Beweis des Vergleichbarkeitssatzes.
Eine Menge {\displaystyle {\mathcal {T}}} heißt eine Kette von Teilmengen (⊆-Kette), falls:
{\displaystyle \forall x,y\in {\mathcal {T}}:x\subseteq y\lor y\subseteq x}
Eine nichtleere Menge {\displaystyle {\mathcal {Z}}} heißt ein Zermelosystem, wenn für alle ⊆-Ketten {\displaystyle {\mathcal {T}}} in {\displaystyle {\mathcal {Z}}} gilt:
{\displaystyle \cup {\mathcal {T}}\in {\mathcal {Z}}}
Sei {\displaystyle {\mathcal {Z}}} ein Zermelosystem, dann heißt {\displaystyle x} ein Ziel von {\displaystyle {\mathcal {Z}}}, wenn gilt:
{\displaystyle \forall y\in {\mathcal {Z}},x\neq y\Rightarrow x\,\not \subset \,y}
Man kann mithilfe des Auswahlaxioms beweisen, dass ein solches Ziel in jedem Zermelosystem existiert.
- Siehe auch: Mächtigkeit